# Szobi járás
A Szobi járás Pest vármegyéhez tartozó járás Magyarországon, amely 2013-ban jött létre. Székhelye Szob. Területe 438,32 km², népessége 24 487 fő, népsűrűsége pedig 56 fő/km² volt 2013. elején. 2013. július 15-én két város (Szob és Nagymaros) és 15 község tartozott hozzá.
A Szobi járás a járások 1983-as megszüntetése előtt is létezett, 1886-tól 1970-ig. 1923-ig Hont vármegyéhez tartozott, majd 1923 és 1950 között négy ízben változott megyei hovatartozása, végül az 1950-es megyerendezéstől megszűnéséig Pest megye része volt. Székhelye Szob volt, kivéve az 1945 és 1948 közötti időszakot, amikor ideiglenesen Nagymaros.
Területe sokszor és sokat változott, főleg az országhatárok 20. századi változásai miatt, emellett a megyék és más járások szervezése és átszervezése is befolyással volt határaira. Fennállása során összesen mintegy negyven község tartozott hozzá, de ezek közül csupán hat (Szob, Kóspallag, Márianosztra, Nagymaros, Szokolya és Zebegény) volt mindvégig ide beosztva, ezek ma is ide tartoznak.

## Települései
| Település     | Rang (2013. július 15.) | Közös hivatal | Kistérség (2013. január 1.) | Népesség (2013. január 1.) | Terület (km²) |
| ------------- | ----------------------- | ------------- | --------------------------- | -------------------------- | ------------- |
| Szob          | járásszékhely város     |               | Szobi                       | 2 806                      | 17,97         |
| Nagymaros     | város                   |               | Váci                        | 4 756                      | 34,37         |
| Bernecebaráti | község                  | Kemence       | Szobi                       | 904                        | 37,69         |
| Ipolydamásd   | község                  | Márianosztra  | Szobi                       | 352                        | 11,6          |
| Ipolytölgyes  | község                  | Márianosztra  | Szobi                       | 417                        | 13,66         |
| Kemence       | község                  | Kemence       | Szobi                       | 990                        | 42,75         |
| Kismaros      | község                  | Kismaros      | Váci                        | 2 093                      | 11,96         |
| Kóspallag     | község                  | Kismaros      | Szobi                       | 751                        | 12,77         |
| Letkés        | község                  | Márianosztra  | Szobi                       | 1 119                      | 24,55         |
| Márianosztra  | község                  | Márianosztra  | Szobi                       | 878                        | 20,26         |
| Nagybörzsöny  | község                  | Kemence       | Szobi                       | 744                        | 50,66         |
| Perőcsény     | község                  | Kemence       | Szobi                       | 289                        | 41,4          |
| Szokolya      | község                  | Kismaros      | Váci                        | 1 810                      | 59,04         |
| Tésa          | község                  | Kemence       | Szobi                       | 78                         | 4,38          |
| Vámosmikola   | község                  | Kemence       | Szobi                       | 1 644                      | 25,29         |
| Verőce        | község                  |               | Váci                        | 3 643                      | 20,33         |
| Zebegény      | község                  | Márianosztra  | Szobi                       | 1 213                      | 9,64          |

## Története
A Szobi járás 1886-tól volt egyike Hont vármegye járásainak, amikor a vármegyéknek állandó járási székhelyeket kellett kijelölniük. Ekkor 31 község tartozott hozzá a megye déli és délnyugati részén a Szekince, a Garam és az Ipoly mentén, valamint a Börzsöny hegyei között.
Területe 1907-ben jelentősen csökkent, amikor északi részéből megszervezték a Vámosmikolai járást, ahova területének nagyobb részét átcsatolták, így ettől kezdve csak 13 községe maradt.
1918-tól újabb területcsökkenést okozott az Ipolytól nyugatra fekvő öt település csehszlovák uralom alá kerülése, ahol ezeket az újonnan szervezett Ipolypásztói járásba osztották be.
Az 1923-as megyerendezés során a területének nagy részét és székhelyét is elveszített Hont vármegye maradékát a Szobi járással együtt Nógrád és Hont k.e.e. vármegye néven összevonták a szintén csonka Nógrád vármegyével. A járás határait ekkor ismét módosították: területe nyugaton tovább csökkent, mivel Ipolydamásdot és Letkést átcsatolták a Vámosmikolai járáshoz, keleten viszont nőtt, mivel ide csatolták az addig Nógrád vármegye Nógrádi járásához tartozó Kismaros, Nógrádverőce és Kosd községeket. Ezek közül az utolsó a járás többi településétől távol, a Pest-Pilis-Solt-Kiskun vármegyéhez tartozó Vác közigazgatási területe által elvágva feküdt, de a településnek a Duna menti közlekedési vonalakhoz való kapcsolódása miatt ez a megoldás mégis racionális volt.
A következő területváltozásra 1932-ben került sor, amikor az ekkor kilenc községből álló Vámosmikolai járás beolvadt a Szobiba, egyúttal annak szolgabírói kirendeltségévé alakult, mely a járási közigazgatás feladatainak egy részét önállóan látta el a területén. Ugyanekkor Kosdot visszacsatolták a Nógrádi járáshoz.
1938-ban az első bécsi döntéssel visszakerült Magyarországhoz az 1918 előtti Hont vármegye nagy része, benne a Szobi és a Vámosmikolai járás egész egykori területe is. A visszatért területek közigazgatási megszervezésekor nem tértek vissza az 1918 előtti állapotokhoz, hanem részleges területi reformot hajtottak végre. Ezt indokolta, hogy a bécsi döntéssel kialakult új országhatár ugyanúgy nem volt tekintettel a közigazgatási beosztásra, ahogy a trianoni határok sem, a magyar közigazgatás-tudomány két világháború közötti fejlődése pedig megfelelő elméleti megalapozást nyújtott hozzá. A rendezés során megszüntették Nógrád és Hont vármegye ideiglenes egyesítését, viszont Hont és Bars vármegyék magyar uralom alatt álló részeiből létrehozták Bars és Hont k.e.e. vármegyét Léva székhellyel, és a Szobi járást ehhez osztották be.
A megyehatárok a trianoni országterületen általában azonosak voltak az 1918 előttiekkel, a visszatért területeken viszont számos helyen módosították őket. A Nógrád és Hont megyék közötti 1923 előtti határ visszaállítása folytán Kismarost és Nógrádverőcét visszacsatolták Nógrád megye Nógrádi járásához. Ezzel szemben a visszatért területeken az 1918 előtt Esztergom vármegyéhez tartozó Garam-balparti Kicsind Bars és Hont k.e.e. vármegyéhez, azon belül a Szobi járáshoz került.
Az új Bars és Hont k.e.e. vármegye területét négy járásra osztották: a Verebélyi, a Lévai, az Ipolysági és a Szobi járásra. Nem állították tehát vissza az 1907-ben, még magyar uralom alatt szervezett Vámosmikolai járást, és megszüntették a csehszlovák uralom alatt 1923-ban létrehozott Zselizi járást is. Így a Szobi járástól északra az 1907 előtti helyzettel megegyezően Ipolyság és Léva volt a két legközelebbi járási székhely. Mivel azonban a három település közül Szob volt a legkevésbé jelentős, ezért a vonzáskörzetekhez jobban igazodó új járási határok az 1907 előttieknél délebbre húzódtak. 1938-tól csak Kisgyarmat, Ipolykeszi, Ipolytölgyes és Nagybörzsöny, valamint a tőlük délre fekvő terület tartozott ide, az ezektől északra fekvő, 1907 előtt a Szobi járáshoz tartozott területet az Ipolysági és a Lévai járás között osztották fel. Ez egyúttal azt is jelentette, hogy a Szobi járástól az Ipolyságihoz csatoltak 1938-ban a trianoni országterületen fekvő öt községet (Bernecebaráti, Kemence, Perőcsény, Tésa és Vámosmikola).
1940-ben kisebb kiigazításra került sor, Bars és Hont megyétől visszacsatolták Esztergom vármegyéhez Kicsindet, és átcsatoltak oda további három községet is (Bajta, Garamkövesd és Leléd), melyek egyúttal a Szobi járásból a Párkányi járásba kerültek.
A második világháború végén, 1945-ben megkötött fegyverszüneti egyezmény alapján visszaálltak az 1938 előtti országhatárok, így Magyarország közigazgatási beosztását a régi-új határokhoz kellett igazítani. Bars és Hont k.e.e. vármegye megszűnt, és Magyarországon maradt területét Nógrád vármegyével Nógrád-Hont vármegye néven egyesítették. Az 1945-ös megyerendezés során elrendelték a Szobi járás átcsatolását Pest-Pilis-Solt-Kiskun vármegyéhez, de ennek végrehajtását elhalasztották. A Szobi járás határai visszaálltak az 1932 és 1938 közötti állapotukba, és ezután már egészen 1970-es megszűnéséig változatlanok voltak. A járási székhelyet azonban a háborús pusztítás miatt ideiglenesen Nagymarosra helyezték, Szobra csak 1948-ban költözött vissza a járási igazgatás, amikor a helyreállítás lehetővé tette azt.
Az 1950-es megyerendezéskor a járást az 1945-ös elhatározással összhangban Pest megyéhez csatolták. Megszűnésére 1970-ben került sor, amikor teljes területével beolvadt a Váci járásba.

### Községei 1886 és 1970 között
Mivel a járás területe többször jelentősen változott, az alábbi táblázatok főbb korszakokra bontva sorolják fel a Szobi járáshoz tartozott községeket.
A táblázatokban az egyes oszlopok a területváltozások évei által határolt időszakokat képviselik. Az üresen hagyott mezők azt jelentik, hogy az adott község az adott időszakban a Szobi járáshoz tartozott, a kék háttérszín pedig a Csehszlovákiához tartozó járásokat jelzi. A Magyarországon belül másik megyéhez tartozó községek esetében e tényt az adott mező tartalmazza.

#### Az önálló Hont vármegyében (1886–1923)
A Szobi járás 1886 és 1923 között Hont vármegyéhez tartozott, az alábbi táblázatban az ezalatt ide tartozott 31 község van felsorolva. A járás 1886-ban lényegében az addigi Szalkai járásból jött létre, annak 27 községét egészítették ki az Ipolysági járásból átcsatolt négy községgel. A kezdetben ide tartozó 31 településből 1907-ben az újonnan létrehozott Vámosmikolai járáshoz csatoltak 18-at, majd 1918-ban csehszlovák uralom alá került további öt, amit a trianoni békeszerződés erősített meg 1920-ban. Az 1907-ben a Vámosmikolai járáshoz átcsatolt 18 községből csupán négy maradt magyar uralom alatt.
| Község         | 1886-ig         | 1907–1920          | 1920–1923          | 1923-tól           |
| -------------- | --------------- | ------------------ | ------------------ | ------------------ |
| Kóspallag      | Szalkai járás   |                    |                    |                    |
| Márianosztra   | Szalkai járás   |                    |                    |                    |
| Nagymaros      | Szalkai járás   |                    |                    |                    |
| Szob           | Szalkai járás   |                    |                    |                    |
| Szokolya       | Szalkai járás   |                    |                    |                    |
| Zebegény       | Szalkai járás   |                    |                    |                    |
| Ipolydamásd    | Szalkai járás   |                    |                    | Vámosmikolai járás |
| Letkés         | Szalkai járás   |                    |                    | Vámosmikolai járás |
| Bajta          | Szalkai járás   |                    | Ipolypásztói járás | Párkányi járás     |
| Garamkövesd    | Szalkai járás   |                    | Ipolypásztói járás | Párkányi járás     |
| Helemba        | Szalkai járás   |                    | Ipolypásztói járás | Párkányi járás     |
| Ipolyszalka    | Szalkai járás   |                    | Ipolypásztói járás | Párkányi járás     |
| Leléd          | Szalkai járás   |                    | Ipolypásztói járás | Párkányi járás     |
| Ipolytölgyes   | Szalkai járás   | Vámosmikolai járás | Vámosmikolai járás | Vámosmikolai járás |
| Nagybörzsöny   | Szalkai járás   | Vámosmikolai járás | Vámosmikolai járás | Vámosmikolai járás |
| Perőcsény      | Szalkai járás   | Vámosmikolai járás | Vámosmikolai járás | Vámosmikolai járás |
| Vámosmikola    | Szalkai járás   | Vámosmikolai járás | Vámosmikolai járás | Vámosmikolai járás |
| Garampáld      | Szalkai járás   | Vámosmikolai járás | Ipolypásztói járás | Párkányi járás     |
| Ipolykiskeszi  | Szalkai járás   | Vámosmikolai járás | Ipolypásztói járás | Párkányi járás     |
| Kisgyarmat     | Szalkai járás   | Vámosmikolai járás | Ipolypásztói járás | Párkányi járás     |
| Garamsalló     | Szalkai járás   | Vámosmikolai járás | Ipolypásztói járás | Zselizi járás      |
| Ipolybél       | Szalkai járás   | Vámosmikolai járás | Ipolypásztói járás | Zselizi járás      |
| Ipolypásztó    | Szalkai járás   | Vámosmikolai járás | Ipolypásztói járás | Zselizi járás      |
| Ipolyszakállos | Szalkai járás   | Vámosmikolai járás | Ipolypásztói járás | Zselizi járás      |
| Kisölved       | Szalkai járás   | Vámosmikolai járás | Ipolypásztói járás | Zselizi járás      |
| Kispeszek      | Ipolysági járás | Vámosmikolai járás | Ipolypásztói járás | Zselizi járás      |
| Lontó          | Szalkai járás   | Vámosmikolai járás | Ipolypásztói járás | Zselizi járás      |
| Nagypeszek     | Ipolysági járás | Vámosmikolai járás | Ipolypásztói járás | Zselizi járás      |
| Szete          | Ipolysági járás | Vámosmikolai járás | Ipolypásztói járás | Zselizi járás      |
| Tergenye       | Ipolysági járás | Vámosmikolai járás | Ipolypásztói járás | Zselizi járás      |
| Zalaba         | Szalkai járás   | Vámosmikolai járás | Ipolypásztói járás | Zselizi járás      |

#### Nógrád és Hont k.e.e. vármegyében (1923–1938)
A Szobi járás 1923 és 1938 között Nógrád és Hont közigazgatásilag egyelőre egyesített vármegyéhez tartozott, az alábbi táblázatban az ezalatt ide tartozott 18 község van felsorolva. Az időszakban egyszer változott meg a területe, amikor 1932-ben ide olvasztották be a megszűnő Vámosmikolai járás egészét.
| Község        | 1923-ig                    | 1923–1932          | 1932–1938     | 1938-tól                   |
| ------------- | -------------------------- | ------------------ | ------------- | -------------------------- |
| Kosd          | Nógrádi járás (Nógrád vm.) |                    | Nógrádi járás | Nógrádi járás (Nógrád vm.) |
| Kismaros      | Nógrádi járás (Nógrád vm.) |                    |               | Nógrádi járás (Nógrád vm.) |
| Nógrádverőce  | Nógrádi járás (Nógrád vm.) |                    |               | Nógrádi járás (Nógrád vm.) |
| Kóspallag     |                            |                    |               |                            |
| Márianosztra  |                            |                    |               |                            |
| Nagymaros     |                            |                    |               |                            |
| Szob          |                            |                    |               |                            |
| Szokolya      |                            |                    |               |                            |
| Zebegény      |                            |                    |               |                            |
| Ipolydamásd   |                            | Vámosmikolai járás |               |                            |
| Letkés        |                            | Vámosmikolai járás |               |                            |
| Ipolytölgyes  | Vámosmikolai járás         | Vámosmikolai járás |               |                            |
| Nagybörzsöny  | Vámosmikolai járás         | Vámosmikolai járás |               |                            |
| Perőcsény     | Vámosmikolai járás         | Vámosmikolai járás |               | Ipolysági járás            |
| Vámosmikola   | Vámosmikolai járás         | Vámosmikolai járás |               | Ipolysági járás            |
| Bernecebaráti | Vámosmikolai járás         | Vámosmikolai járás |               | Ipolysági járás            |
| Kemence       | Vámosmikolai járás         | Vámosmikolai járás |               | Ipolysági járás            |
| Tésa          | Vámosmikolai járás         | Vámosmikolai járás |               | Ipolysági járás            |

#### Bars és Hont k.e.e. vármegyében (1938–1945)
A Szobi járás 1938 és 1945 között Bars és Hont közigazgatásilag egyelőre egyesített vármegyéhez tartozott, az alábbi táblázatban az ezalatt ide tartozott 19 község van felsorolva. Ebben az időszakban egyszer változott meg a járás területe, amikor 1940-ben négy községet át- (illetve vissza-) csatoltak Esztergom vármegye Párkányi járásához.
| Község        | 1938-ig        | 1938–1940 | 1940–1945                      | 1945-től       |
| ------------- | -------------- | --------- | ------------------------------ | -------------- |
| Ipolydamásd   |                |           |                                |                |
| Ipolytölgyes  |                |           |                                |                |
| Kóspallag     |                |           |                                |                |
| Letkés        |                |           |                                |                |
| Márianosztra  |                |           |                                |                |
| Nagybörzsöny  |                |           |                                |                |
| Nagymaros     |                |           |                                |                |
| Szob          |                |           |                                |                |
| Szokolya      |                |           |                                |                |
| Zebegény      |                |           |                                |                |
| Garampáld     | Párkányi járás |           |                                | Párkányi járás |
| Helemba       | Párkányi járás |           |                                | Párkányi járás |
| Ipolykiskeszi | Párkányi járás |           |                                | Párkányi járás |
| Ipolyszalka   | Párkányi járás |           |                                | Párkányi járás |
| Kisgyarmat    | Párkányi járás |           |                                | Párkányi járás |
| Bajta         | Párkányi járás |           | Párkányi járás (Esztergom vm.) | Párkányi járás |
| Garamkövesd   | Párkányi járás |           | Párkányi járás (Esztergom vm.) | Párkányi járás |
| Kicsind       | Párkányi járás |           | Párkányi járás (Esztergom vm.) | Párkányi járás |
| Leléd         | Párkányi járás |           | Párkányi járás (Esztergom vm.) | Párkányi járás |

#### Nógrád-Hont majd Pest megyében (1945–1970)
A Szobi járás 1945-től Nógrád-Hont vármegyéhez tartozott, az 1950-es megyerendezéskor pedig Pest megyéhez csatolták, az alábbi táblázatban az ezalatt ide tartozott 17 község van felsorolva. Ebben a negyedszázadban a járás területe változatlan volt, és megegyezett az 1932 és 1938 közöttivel.
| Község        | 1945-ig                    | 1970-től   |
| ------------- | -------------------------- | ---------- |
| Kismaros      | Nógrádi járás (Nógrád vm.) | Váci járás |
| Nógrádverőce  | Nógrádi járás (Nógrád vm.) | Váci járás |
| Ipolydamásd   |                            | Váci járás |
| Ipolytölgyes  |                            | Váci járás |
| Kóspallag     |                            | Váci járás |
| Letkés        |                            | Váci járás |
| Márianosztra  |                            | Váci járás |
| Nagybörzsöny  |                            | Váci járás |
| Nagymaros     |                            | Váci járás |
| Szob          |                            | Váci járás |
| Szokolya      |                            | Váci járás |
| Zebegény      |                            | Váci járás |
| Bernecebaráti | Ipolysági járás            | Váci járás |
| Kemence       | Ipolysági járás            | Váci járás |
| Perőcsény     | Ipolysági járás            | Váci járás |
| Tésa          | Ipolysági járás            | Váci járás |
| Vámosmikola   | Ipolysági járás            | Váci járás |